# Duša
 Ovo je glavno značenje pojma Duša. Za druga značenja pogledajte Duša (razdvojba).
Duša je, prema mnogim religijskim i filozofskim tradicijama, nematerijalna komponenta čovjekova života, tj. unutarnji princip tijela. 
Kada promotrimo čovjeka, odmah opažamo da se on ne sastoji samo od duše ili samo od tijela, već u njemu tijelo i duša skupa tvore jednu jedinstvenu cjelinu. "Čovjek nije samo tijelo ili samo duša, već se sastoji iz duše i tijela." (Sv. Augustin, De civ. Dei, 13, 24)
Smatra se da se duša nalazi u cijelome tijelu. Stoga se kaže da je duša u cijelomu tijelu definitive, to jest ona je po svomu bivstvovanju na svim pojedinim mjestima tijela.

### U Analitičkoj psihologiji
Termin duša (Anima) našao je posebno mjesto u dijalektici analitičke psihologije. Carl Gustav Jung je pod pojmom Anima smatrao psihološku funkciju veze između svjesnog i nesvjesnog. Anima (Anima Mundi = Duša Svijeta) je jedna iskonska slika kolektivno nesvjesnog. Ona predstavlja nesvjesnu žensku figuru koja kompenzira mušku svijest, kao što animus (duh) predstavlja nesvjesnu mušku figuru koja kompenzira svijest kod žena. Anima i Animus općenito personificiraju nesvjesno, oni se kao arhetipske figure mogu preobražavati poprimajući različite oblike. U svom religioznom aspektu Anima i Animus (Duša i Duh) predstavljaju psihičku cjelovitost i potpunost koju je Jung označio kao Jastvo ili Vlastitost (Selbst). Vlastitost je jedna (idealna, duhovna) količina koja u sebi obuhvaća i svjesno ja, pa je stoga izraziva samo u paradoksima. 